# Schlagenheim
Schlagenheim è l'album di debutto del gruppo musicale math rock Black Midi, pubblicato il 21 giugno 2019 dalla Rough Trade.
Il gruppo ha registrato l'album in circa cinque giorni con il produttore Dan Carey. Durante le registrazioni la band ha deciso consapevolmente di non replicare la propria scaletta dal vivo, arricchendo il proprio equipaggiamento con sintetizzatori, sequencer, drum machine, banjo e organi, mentre la musica si è sviluppata organicamente attraverso estensive jam session.

## Accoglienza
| Recensione      | Giudizio |
| --------------- | -------- |
| Allmusic        |          |
| Consequence     | B+       |
| Financial Times |          |
| The Guardian    |          |
| Mojo            |          |
| NME             |          |
| Pitchfork       | 8.2/10   |
| Q               |          |
| Rolling Stone   |          |
| Uncut           | 8/10     |
| Paste           | 9.3/10   |
| Tiny Mix Tapes  |          |

Su Metacritic, il quale assegna un voto attraverso una media ponderata percentuale basata sulle recensioni delle riviste mainstream, ha ottenuto un punteggio di 82, basato su 20 recensioni, che corrisponde ad "acclamazione universale". Schlagenheim è stato elogiato per la preparazione tecnica dei musicisti, con Paste, Pitchfork, Tiny Mix Tapes e The Guardian giudicanti il drumming di Simpson come particolarmente buono.
In una recensione positiva per Paste, Steven Edelstone afferma che Greep e Kwasniewski-Kelvin sono «due dei nostri più inventivi chitarristi contemporanei», ma che una delle poche colpe di Schlagenheim è che non mostra «il drumming frenetico di Morgan Simpson alla sua massima potenza.» Edelstone apprezza l'imprevedibilità di Schlagenheim, affermando che «sorprende in ogni momento, senza mai risolversi in un flow prevedibile», comparandolo poi a Trout Mask Replica, dicendo che come quell'album «non suona sempre piacevole per le orecchie, spesso è dura starci dietro, ma premia chi ci prova.» Edelstone dice che Schlagenheim è «uno dei migliori album che abbia mai sentito» e «un capolavoro».
In una recensione mista per il Guardian, Alexis Petridis elogia momenti di virtuosismo tecnico nei quali la band «si blocca in un groove che riesce ad essere ipnoticamente ripetitivo mentre costantemente si sposta e cambia», ma dicendo anche che «al loro momento meno attraente, non c'è dubbio che i Black Midi possano suonare come compiaciuti di se stessi, [...] è difficile evitare una sensazione di antipatica seriosità, di musica che esiste in larga parte per far sentire i suoi autori e i suoi fan superiori». Petridis conclude che «Schlagenheim è un imperfetto, intrigante debutto: dietro una prosa superpompata si annida una giovane, consapevole band che chiaramente non è pienamente formata come le aspettative suggeriscono, [...] per tutto il suo scorrere, Schlagenheim è sufficientemente promettente da suggerire che guardarli svilupparsi potrà essere affascinante.» Joshua Copperman di PopMatters dice che nonostante «sul talento da solo, l'album va oltre le aspettative», loro sono «tecnicamente esperti ma emozionalmente superficiali». Copperman cita Of Schlagenheim come esempio di ciò, affermando che il brano «rimbalza fra interludi atmosferici e urla svitate, ma non si sbilancia verso nessuno dei due estremi. Ci sono talmente tante idee [...] che si eliminano l'una con l'altra». Definisce Schlagenheim «sia il più promettente che esasperante album del 2019.»

## Tracce
1. 953 – 5:21
2. Speedway – 3:18
3. Reggae – 3:29
4. Near DT, MI – 2:20
5. Western – 8:08
6. Of Schlagenheim – 6:25
7. Bmbmbm – 4:57
8. Years Ago – 2:35
9. Ducter – 6:42

## Formazione
Black Midi
- Geordie Greep - voce, chitarra
- Matt Kwasniewski-Kelvin - voce, chitarra
- Cameron Picton - voce, basso
- Morgan Simpson - batteria

Produzione
- Dan Carey - produzione
- Alexis Smith - ingegnere del suono
- Christian Wright - mastering
- David Rudnick - artwork